# Smithfield (Birmingham)
Smithfield is een gebied in het centrum van de Engelse stad Birmingham, ten zuiden van het winkelcentrum Bull Ring.
Tot het begin van de negentiende eeuw lag het landgoed van de heer van Birmingham op de plek van Smithfield. Nadat het landgoed in verval was geraakt, werd het opgekocht en in 1816 gesloopt om plaats te maken voor de Smithfield Market die een jaar later geopend werd. De markt werd in de jaren 1970 opgeheven nadat de stad het gebied aangekocht voor de bouw van een rondweg en een nieuwe groothandel.
In 2016 werd een masterplan gepresenteerd om het stadsdeel te herontwikkelen met ruimte voor wonen, werken, commercie en recreatie. Voor de Gemenebestspelen in 2022 werd er een tijdelijke accommodatie gebouwd voor de beachvolleybal- en 3x3-(rolstoel)basketbaltoernoeien.